# Mystrocnemis flavoapicalis
Mystrocnemis flavoapicalis är en skalbaggsart som beskrevs av Stefan von Breuning 1950. Mystrocnemis flavoapicalis ingår i släktet Mystrocnemis och familjen långhorningar. Inga underarter finns listade i Catalogue of Life.